# 城東リーグ東京北砂チーム

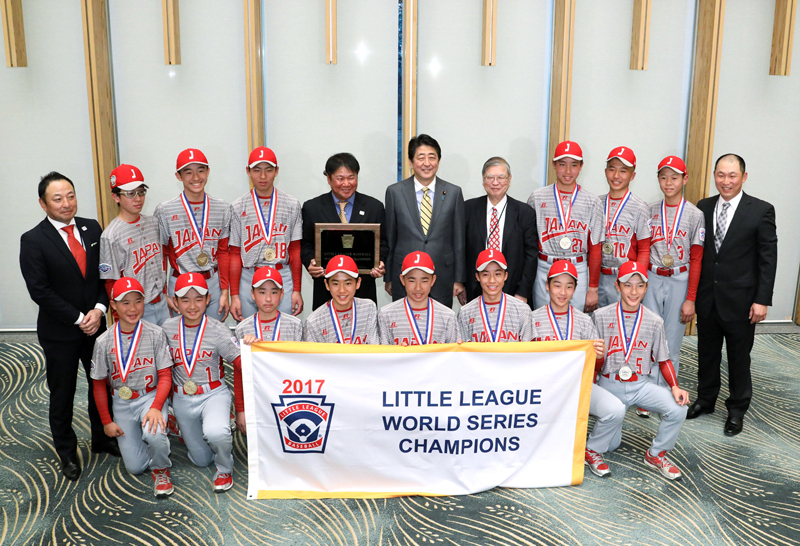
リトルリーグ世界選手権優勝チームとして総理大臣官邸を表敬訪問する東京北砂リトルリーグ（2017年12月）

城東リーグ東京北砂チーム（じょうとうリーグとうきょうきたすなチーム、通称：東京北砂リトル〈とうきょうきたすなリトル〉）は、東京都江東区北砂に本拠地を置くリトルリーグチーム。旧チーム名は東京北砂リーグ（とうきょうきたすなリーグ）。

## 概要
1979年創部の少年硬式野球チーム。リトルリーグ・ベースボール・ワールドシリーズに出場し、2001年、2012年、2015年、2017年の四度優勝実績がある。また、清宮幸太郎、度会隆輝の出身チームとしても知られている。